# Members Only, Vol. 1
Members Only, Vol. 1 – debiutancka EP amerykańskich raperów XXXTentaciona i Ski Mask the Slump Goda, została wydana 20 kwietnia 2015 roku.

## Tło
W 2014 roku XXXTentacion zaprzyjaźnił się z Ski Mask the Slump Godem podczas pobytu w zakładzie dla nieletnich. Dzięki pomocy Ski Maska, XXXTentacion wydał swoją pierwszą piosenkę zatytułowaną Vice City na internetowej platformie SoundCloud. W tym samym czasie Ski Mask i XXXTentacion założyli zespół Very Rare. W 2015 r. Oboje artystów wraz z innymi muzykami; Wifisfuneral i Craig Xen stworzyli muzyczny kolektyw o nazwie Members Only. Wydanie EP i założenie kolektywu było początkiem wielkiej przyjaźni jego członków, którzy zaczęli potem coraz więcej współpracować i wydawać więcej wspólnych piosenek oraz projektów. Utwory z projektu różnią się kompozycją, tekstami i stylem od typowych hip-hopowych piosenek. Po wydaniu EP Onfroy i Goulbourne zyskali więcej odsłuchań swoich piosenek i większą popularność.

## Lista utworów
1. RestInPussy (XXXTentacion) – 2:00 (tekst: Jahseh Onfroy – muzyka: Willie G)
2. Amy Winehouse (XXXTentacion) – 2:01 (tekst: Jahseh Onfroy – muzyka: Willie G)
3. Gxd Damn (XXXTentacion ft. Ski Mask the Slump God) – 2:34 (tekst: Stokeley Goulbourne, Jahseh Onfroy – muzyka: XXXTentacion)
4. Freddy vs. Jason (XXXTentacion ft. Ski Mask the Slump God) – 1:43 (tekst: Stokeley Goulbourne, Jahseh Onfroy – muzyka: Willie G)
5. FUXK (XXXTentacion ft. Ski Mask the Slump God) – 2:40 (tekst: Stokeley Goulbourne, Jahseh Onfroy – muzyka: XXXTentacion, Willie G)
6. Planet Drool (Ski Mask the Slump God ft. XXXTentacion) (tekst: Stokeley Goulbourne – muzyka: XXXTentacion, Willie G)